# YTSテレビ夕刊
『YTSテレビ夕刊』（ワイティーエス テレビゆうかん）は、山形テレビがFNN・フジテレビ系列時代（1981年3月30日から1985年3月31日）に放送していた夕方のローカルワイドニュース番組。

## 概要
前番組『YTSイブニングワイド』を改題し、ニュースコーナーを拡大する形でスタート。前番組がニュースワイドというよりも軟派な情報番組色が強かったため、これを硬派な報道番組色を強めた内容にした。タイトルは当時静岡放送で放送されていた『SBSテレビ夕刊』（2009年3月27日まで）、山口放送で放送されていた『KRY テレビ夕刊』、鹿児島テレビで放送されていた『KTSテレビ夕刊』などと似ているが、全くの無関係。
『スーパーJチャンネルYTSゴジダス』内で火曜・水曜に放送（現在は金曜５時台「キンゴジ - gojidas friday -」内で放送中）のコーナー「伝言板（キンゴジ）」の前身「テレ夕伝言板」（てれゆうでんごんばん）は、この番組から誕生した。
後番組は『FNN YTSニュースワイド60』。

## 放送時間

### 平日
- 月曜日 - 金曜日 18:30 - 19:00（1981年3月30日 - 1984年9月28日）

### 週末
- 土曜日・日曜日 17:47 - 18:00（1981年4月4日 - 1985年3月31日）

## キャスター
いずれも当時YTSアナウンサー。

### 平日
- 田岡明
- 小池一子
- 高山ひでみ

### 週末
- 天池真樹